# Marie Georges Humbert
Marie Georges Humbert (Paris, 7 de janeiro de 1859 — Paris, 22 de janeiro de 1921) foi um matemático francês.
Trabalhou com superfícies de Kummer e com o teorema de Appell–Humbert, introduzindo as superfícies de Humbert.
Pai do matemático Pierre Humbert. Recebeu em 1891 o Prêmio Poncelet da Academia de Ciências da França.